# قائمة زملاء الجمعية الملكية المنتخبين في 1988
هذه الصفحة تعرض قائمة زملاء الجمعية الملكية المُنتخبين لعام 1988.

## الزملاء
- Nam-Hai Chua [الإنجليزية]‏
- Jacob Israelachvili [الإنجليزية]‏
- John Graham Nicholls [الإنجليزية]‏
- Janis Antonovics [الإنجليزية]‏
- Eric Manvers Shooter [الإنجليزية]‏
- سيدني فان دن بيرغ
- Noel Hush [الإنجليزية]‏
- Ashesh Prosad Mitra [الإنجليزية]‏
- توماس ليندال
- George Kalmus [الإنجليزية]‏
- باربرا بيرس
- هيو بيلهام
- روبرت ستيفن جون سباركس
- Alan Cowey [الإنجليزية]‏
- آلان ليندساي ماكاي
- Salvador Moncada [الإنجليزية]‏
- روبن ميلنر

## الأعضاء الأجانب
- كريستيان دو دوف
- إرنست ماير
- هنري تاوب
- هوارد تيمن
- جاك فريدل